# سلالة محلية

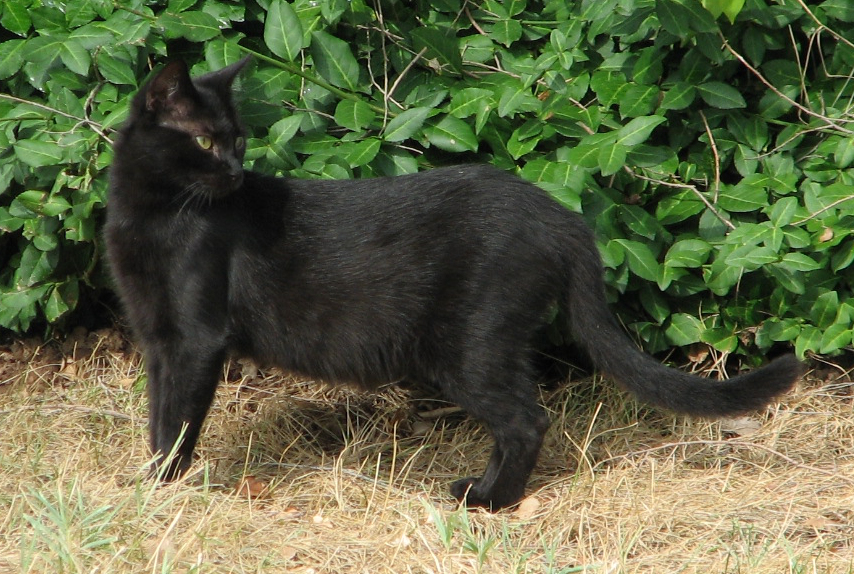

السلالة المحلية هي صنف تقليدي مدجّن ومتكيّف محليّاً من الأنواع الحيوانيّة أو النباتيّة التي تطورت مع مرور الوقت، من خلال التكيّف مع بيئتها الطبيعيّة والثقافيّة للزراعة والرعي، وبسبب العزلة عن الجماعات من الأنواع الأخرى. تتميّز الأنواع الأصليّة عموماً عن الأصناف والسلالات بالمعنى الموحّد، على الرغم من أن مصطلح السلالة يستخدم أحياناً على أنّه متميّز عن مصطلح التكاثر الموحّد من أجل الإشارة إلى القطيع.
تميل عيّنات السلالة إلى أن تكون موجودة وراثيّاً نسبيّاً، ولكنّها أكثر تنوّعاً من أعضاء التكاثر الموحّد. تنشأ بعض السلالات الحيوانيّة الموحّدة من محاولات لجعل السلالات الأصليّة أكثر اتّساقاً من خلال التربية الانتقائيّة، وقد تصبح السلالة أكثر رسميّة مع إنشاء سجلّ سلالات. في حالات أخرى، قد يؤدّي إضفاء الطابع الرسمي على السلالة إلى فقدان الموارد الوراثيّة لسلالة ما من خلال التهجين. تختلف الأنواع الأصليّة عن أنواع الأجداد البريّة ذات السلالات الحديثة، وعن الأنواع المنفصلة أو الأنواع الفرعيّة المستمدة من نفس الجدّ مثل الأصل المحلّي الحديث. السلالات الأصليّة ليست مستمدّة جميعاً من سلالات قديمة لم يتمّ تعديلها إلى حدّ كبير من خلال اهتمامات تربية البشر. في عديد من الحالات، مثل الكلاب والخيول -وهي الأكثر شيوعاً- هربت الحيوانات الأليفة بأعداد كبيرة في منطقة لتكاثر الجماعات الوحشيّة، والتي من خلال الضغط التطوّري، يمكن أن تشكّل سلالات جديدة في غضون بضعة قرون فقط. في حالات أخرى، يمكن للفشل البسيط في الحفاظ على نظم التربية أن يفعل نفس الشيء. على سبيل المثال، يمكن أن تصبح الأصناف -التي يتم تربيتها بشكل انتقائي سلالات جديدة عندما يتمّ تطبيق التكاثر الانتقائي- فضفاضة.
زيادة الاعتماد على سلالة النباتات الحديثة المختارة عن عمد، والتي تعتبر محسّنة –«تربيتها علميّاً لتكون موحّدة ومستقّرة»- أدّت إلى انخفاض في التنوع البيولوجي. تكمن غالبيّة التنوّع الجيني للأنواع المدجّنة في الأنواع الأصليّة وغيرها من الأصناف المستخدمة تقليديّاً، «مخزون الموارد الوراثيّة».

## الصفات المميزة
قد تشمل الميّزات العامّة التي تميّز السلالة:
- أنها مميّزة من الناحية الشكليّة ويمكن تحديدها (أي أن لها خصائص أو خواص خاصّة يمكن التعرّف عليها)[3][6]، ومع ذلك تظلّ «ديناميكيّة».[3]
- يتم تكييفها وراثيّاً،[3][7] ويمكن القول بأنها قادرة على الصمود[6] ضمن ظروف البيئة المحليّة، بما في ذلك المناخ والأمراض والآفات، وحتّى الممارسات الثقافيّة.[6]
- إنها ليست نتاج برامج التربية الرسميّة (الحكوميّة أو التنظيميّة أو الخاصّة)[7]، وقد تفتقر إلى الانتقاء والتطوير والتحسين المنتظمين من قبل المربّين.[1][2][3]
- تتم صيانتها وتعزيزها بشكل أقلّ تعمّداً من سلالة موحّدة، مع عزله الجيني بشكل أساسي حسب الجغرافيّة فتعمل على الحيوانات التي حدث أن أحضرها البشر إلى منطقة معيّنة.[1]
- لها أصل تاريخيّ في منطقة جغرافيّة محدّدة[3]، عادةً ما يكون لها اسم (أو أسماء) محليّة خاصّة بها،[6][7] وسيتمّ تصنيفها وفقاً للغرض المقصود.[6]
- يمكن قياس المحصول (على سبيل المثال محصول الحبوب أو الفاكهة)، فإن الانحدار المكشوف سيظهر ثباتاً كبيراً في المحصول، حتّى في ظلّ الظروف المعاكسة، ولكن معتدلة مستوى المحصول، حتّى في ظلّ الظروف المدارة بعناية.
- على مستوى الاختبارات الجينيّة، ستظهر الوراثة درجة من السلامة[8]، ولكن لايزال هناك بعض التجانس الجيني[7] (أي التنوع الجيني).[3][9]

## النباتات
في عام 2005، تمّ اقتراح «تعريف عملي» للسلالة نباتيّة: «عدد (الجماعات) الحيويّة من نبات مزروع له أصل تاريخي وهويّة متميّزة ويفتقر إلى التحسين الرسمي للمحاصيل، وكذلك غالباً ما يكون متنوّعاً وراثيّاً ومتكيّف محليّاً ومتّصل مع النظم الزراعيّة التقليديّة». قدّم جي أر هارلين تعريفاً آخراً، يرجع تاريخه إلى عام 1975، لمصطلح السلالة المستخدم في علم النبات (وامتداداً في الزراعة والبستنة والأنثروبولوجيا وما إلى ذلك):
«ولكن الأهمّ من ذلك، أنها متنوّعة وراثيّاً. فهي مجموعات متوازنة –متغيّرة- في حالة توازن مع كل من البيئة ومسببات الأمراض والديناميكيّة الوراثيّة».

## الحيوانات
أحد تعريفات السلالة المطبّقة على كل من النباتات والحيوانات هي «التي تطوّرت على مدى فترة طويلة من الزمن ونتيجة لذلك تكيّفت مع البيئة الطبيعيّة المحليّة التي تعيش فيها». ووصف عالم الوراثة د. فيليب سبونينبيرغ بأنها «كيانات وراثيّة متّسقة ويمكن التنبّؤ بها» تندرج في «فئات متعدّدة: السلالة، والسلالات الموحّدة، والسلالات الحديثة من الأنواع»، والسلالات الصناعيّة والجماعات الوحشيّة. تصف السلالات الأصليّة كمرحلة مبكّرة من تطوّر السلالات، والتي تمّ إنشاؤها بواسطة مزيج من تأثير المؤسس والعزلة والضغوط البيئيّة. العزلة تمنع إدخال المزيد من المواد الجينيّة. اختيار الإنسان لأهداف الإنتاج هو نموذجي لمعظم الأنواع الأصليّة.
أحد تعريفات السلالة، كما هو مطبّق على الحيوانات، هو سباق بيولوجي للحيوانات التي تمّ تكييفها لتنمو في أرض أو منطقة محدّدة. ويمكن أن يطبق على كل من النباتات والحيوانات، وهو مجموعة متنوّعة «تطوّرت على مدى فترة طويلة من الزمن ونتيجة لذلك تكيّفت مع البيئة الطبيعيّة المحليّة التي تعيش فيها.»